# Kasa chorych
Kasa chorych – instytucja ubezpieczeń zdrowotnych, której celem jest zapewnienie finansowania opieki zdrowotnej ich członkom. Nazwa w języku polskim pochodzi z języka niemieckiego i jest kalką językową oryginalnego niemieckiego wyrażenia Krankenkasse.
Do Polski termin ten przywędrował bezpośrednio z Niemiec i funkcjonował jako oficjalna nazwa ubezpieczenia zdrowotnego w okresie dwudziestolecia międzywojennego w latach 1919–1933 oraz współcześnie w III Rzeczypospolitej jako nazwa płatnika w latach 1997–2003.
Mimo iż termin „kasa chorych” nie jest już używany formalnie w żadnym akcie prawnym, to w potocznej polszczyźnie wciąż jest utożsamiany z nazwą płatnika w ubezpieczeniowym systemie finansowania opieki zdrowotnej (szczególnie w ujęciu międzynarodowym) i jest używany wymiennie z takimi słowami jak „fundusz” czy „ubezpieczalnia”.

## Historia
Ruchy związkowe i robotnicze zapoczątkowały formowanie (najpierw samodzielnie, później pod auspicjami pracodawców lub władz publicznych) samorządnych organizacji, które miały zapewnić swoim członkom i ich rodzinom pomoc podczas wypadków, chorób, ciąży i macierzyństwa oraz finansowanie wynikłego leczenia i zapewnienie bytności materialnej podczas pozostawania w okresie bez pracy (trwale lub z powodu choroby). Pierwszy taki system, obejmujący większość pracowników (wykwalifikowanych i nie) na terenie całego kraju, powstał w dziewiętnastowiecznych Niemczech, skąd późnej rozpowszechnił się w wielu krajach Europy, a także i za Oceanem.
Ruchy te oraz dalsze przemiany społeczno-gospodarcze w XIX i XX wieku w Europie i Ameryce Północnej legły u podstaw współczesnych systemów ubezpieczeń społecznych istniejących w wielu krajach świata w różnych formach (bardziej lub mniej liberalnych) i pod różnymi nazwami (kasy chorych, fundusze, prywatne lub państwowe towarzystwa i instytucje ubezpieczeniowe).

## Kasy chorych w Polsce
Kasy chorych w Polsce jako system finansowania opieki zdrowotnej obywateli stał się niejako spadkiem po państwach zaborczych. Kasy jako instytucje samorządne były już w pełni wykształcone w zaborach pruskim i austriackim, natomiast w Królestwie Kongresowym były tworzone od podstaw już na mocy ustawodawstwa polskiego.

### Lata 1919–1933 (1946)

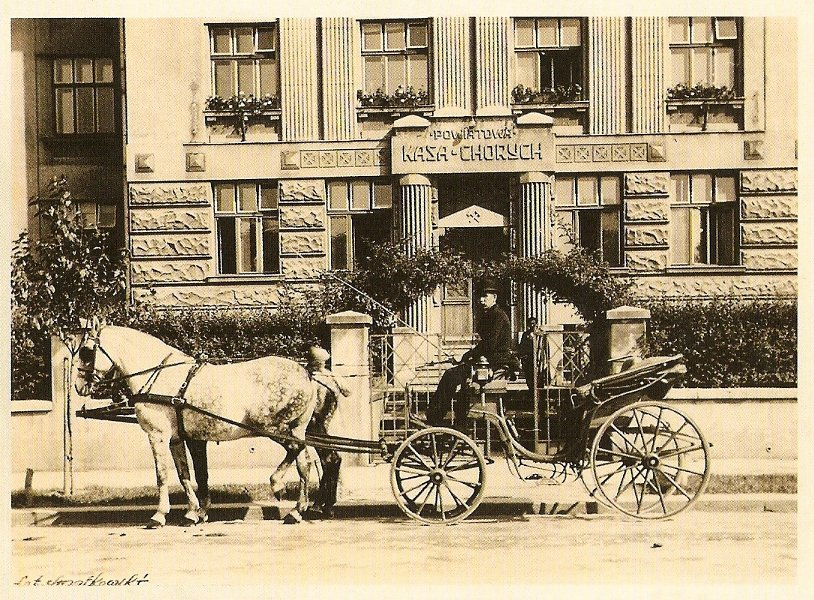
Powiatowa Kasa Chorych w Bielsku-Białej, lata 30. XX wieku

Pierwszym polskim aktem prawnym mówiącym o zapewnieniu opieki medycznej i przewidującym utworzenie systemu kas chorych był dekret Naczelnika Państwa z 11 stycznia 1919 r. Dokładny tryb ich tworzenia i funkcjonowania ustaliła zaś ustawa sejmowa z dnia 20 maja 1920 r.
Wdrożenie w życie tych przepisów polegało na reorganizacji już istniejących kas i tworzeniu nowych tam, gdzie ich jeszcze nie było (zabór rosyjski). Kasy wedle polskich przepisów pozostały w pełni samorządne, ale straciły swój korporacyjno-związkowy charakter i stały się instytucjami publicznymi. Ubezpieczenie polegało przymusowym członkostwie i przynależności do kasy, która działała na terenie zamieszkiwanym przez pracownika (a nie jak wcześniej z faktu pracy w danym zakładzie). Wyjątek stanowiło województwo śląskie, które w swoim statucie organicznym do momentu, w którym Państwo Polskie nie będzie w stanie zapewnić takiego samego lub lepszego zabezpieczenia socjalnego, będzie miało zapewnione pełną autonomię i dowolność w tej kwestii. De facto przez cały okres istnienia województwa śląskiego (także po II wojnie światowej) system ten nie uległ zmianie i działał jeszcze według przepisów niemieckich sprzed I wojny światowej. Liczba kas w całej II Rzeczypospolitej wahała się od 300 na początku ich istnienia do około 100 w 1933 r.
Kasy chorych mogły działać dla zysku oraz mogły być posiadaczami własnych zakładów opieki medycznej. Ubezpieczenie w kasie obejmowało pełne finansowanie leczenia ubezpieczonego i jego rodziny, hospitalizację, dostarczania leków, a także wypłacanie świadczeń chorobowych oraz połogowych i zasiłków pogrzebowych w razie śmierci ubezpieczonego lub członka jego rodziny.
Składkę w części pokrywał ubezpieczony, a w części jego pracodawca. Ubezpieczony posiadał swoją osobistą książeczkę, która była legitymacją ubezpieczeniową, a także rejestrem wykonanych usług medycznych oraz dowodem opłacania składek.
Kasy kontraktowały usługi medyczne w sposób podobny jak ma to miejsce współcześnie, ze wszystkimi zaletami, jak i mankamentami tego systemu. Również podobnie jak współcześnie były często oskarżane (głównie przez środowiska medyczne) o zaniżanie realnych kosztów usług medycznych oraz o szantażowanie innych niż swoje zakładów opieki zdrowotnej. Te i inne problemy w funkcjonowaniu kas chorych legły w roku 1933 u podstaw reformy ubezpieczeń społecznych, która polegała na zastąpieniu kas chorych ubezpieczalniami społecznymi oraz powołaniu Zakładu Ubezpieczeń Społecznych jako regulatora krajowego systemu ubezpieczeń. Ostatecznie kasy chorych zakończyły swoją działalność (poza Górnym Śląskiem) na mocy ustawy z dnia 28 marca 1933 r. „o ubezpieczeniu społecznem”. Na Górnym Śląsku kasy chorych zostały zlikwidowane dopiero w roku 1946.
Po wojnie, po krótkim okresie dalszego współistnienia Ubezpieczalni i Górnośląskich Kas Chorych (ich liczba wynosiła łącznie 61), władze komunistyczne postanowiły je rozwiązać, przekazując ich kompetencje w całości do ZUS-u, a wyodrębnione finansowanie opieki medycznej bezpośrednio do budżetu państwa (poprzez odpowiednie środki celowe Ministerstwa Zdrowia).

### Lata 1997–2003
Konieczność przeprowadzenia reformy systemu finansowania oraz funkcjonowania opieki zdrowotnej w Polsce postulowano już od początku lat 90. XX wieku. Szczególnie trudna sytuacja finansowa budżetu państwa doby transformacji ustrojowych i gospodarczych wymuszała dyskusje na temat powrotu do ubezpieczeniowego (lub mieszanego) systemu finansowania służby zdrowia.
Po wygranych przez koalicję AWS wyborach parlamentarnych w 1997 r. rząd Jerzego Buzka przystąpił do wdrażania tzw. programu czterech reform. Obok reformy administracji, reformy edukacji oraz reformy systemu emerytalnego wprowadzono reformę dotychczasowego funkcjonowania i finansowania opieki medycznej.
Reforma zakładała odejście od całościowego finansowania służby zdrowia z budżetu państwa, przejście na system mieszany ubezpieczeniowo-budżetowy oraz całkowitą reorganizację struktur własnościowych i funkcyjnych w publicznym lecznictwie (wprowadzenie SPZOZ-ów, instytucji lekarza rodzinnego oraz liberalizację przepisów stanowiących podstawę dla zakładania niepublicznych zakładów opieki zdrowotnej, czyli NZOZ-ów).
Zgodnie z ustawą z dnia 6 lutego 1997 o powszechnym ubezpieczeniu zdrowotnym, ponownie do życia powołano kasy chorych jako publiczne instytucje ubezpieczeniowe. Powstało 16 regionalnych kas chorych (po jednej w każdym nowo utworzonym województwie) oraz jedną branżową kasę chorych dla służb mundurowych (która miała być zalążkiem innych branżowych, a w przyszłości prywatnych kas chorych), działającą na terenie całego kraju. Pierwotnie składkę na ubezpieczenie zdrowotne pobierano wraz z podatkiem dochodowym od osób fizycznych (PIT).
Od początku ponownego istnienia systemu kas chorych został on obarczony wieloma błędami (już w fazie projektowania) prawnymi i proceduralnymi. Podstawowy postulat reformy mówiący o tym, że „pieniądz będzie szedł za pacjentem” oraz że pieniądze będą wydawane racjonalnie nie mógł być realizowany z powodu początkowo braku, a następnie złego funkcjonowania Rejestru Usług Medycznych (RUM). Kontraktowanie nowych umów z zakładami opieki zdrowotnej było utrudnione, a często wręcz nazywane „kontraktowaniem w ciemno”, gdyż nikt tak naprawdę nie wiedział, ile zostało wykonanych usług medycznych i jaka była ich realna cena. Podobnie jak przed wojną, środowiska medyczne, szczególnie nowo powstała branża „menedżerów służby zdrowia”. uskarżały się na biurokrację, zaniżanie przez kasy cen i limitów usług, a co najważniejsze, szantaż, gdyż jako monopolista na terenie danego województwa kasa mogła dyktować swoje warunki, gdyż i tak nie było alternatywy. Późniejsze zmiany prawne nie zmieniły tego stanu rzeczy, gdyż mało która kasa decydowała się na kontrakty z zakładami opieki zdrowotnej spoza swojego terenu. Wiele kontrowersji budził też system promes, które wydawały kasy swoim członkom na leczenie się (głównie w ośrodkach specjalistycznych) poza działaniem kasy (kasy tłumaczyły to koniecznością kontroli rozliczeń między nimi samymi).
Te i wiele innych negatywnych zjawisk w funkcjonowaniu kas chorych, połączonych z niskimi zarobkami pracowników służby zdrowia (słynna „ustawa 203”), doprowadziły do niezadowolenia społecznego oraz wielu protestów (akcje związków zawodowych, pikiety, okupacje siedzib kas). Ponownie system finansowania służby zdrowia stał się tematem kłótni i rywalizacji politycznych. W kampanii wyborczej w roku 2001 Sojusz Lewicy Demokratycznej przedstawił koncepcję zastąpienia 16 regionalnych kas chorych kilkoma rywalizującymi ze sobą funduszami, działającymi na terenie całego kraju, oraz z jedną instytucją nadzorczą regulującą rynek ubezpieczeń zdrowotnych w kraju. Po wygranych przez SLD wyborach ostatecznie koncepcja wolnorynkowa przegrała i postanowiono powołać jeden Narodowy Fundusz Zdrowia z oddziałami regionalnymi (w miejsce starych kas w województwach) i centralą w Warszawie. Pierwotne plany ponownego przywrócenia kontroli ministerstwa nad pieniędzmi ubezpieczonych w NFZ zostały zakwestionowane przez Trybunał Konstytucyjny. Ostatecznie kasy ponownie przestały funkcjonować w roku 2003.
Po kilku latach funkcjonowania NFZ ponownie w dyskursie publicznym powraca koncepcja rozdzielenia państwowego monopolisty na mniejsze fundusze ubezpieczeniowe oraz dopuszczenia kapitału prywatnego. Pojawia się również coraz więcej opinii mówiących o tym, iż utworzenie NFZ było podyktowane interesem politycznym, a system kas chorych był możliwy do zreformowania.

## Kasy chorych w Niemczech i innych krajach

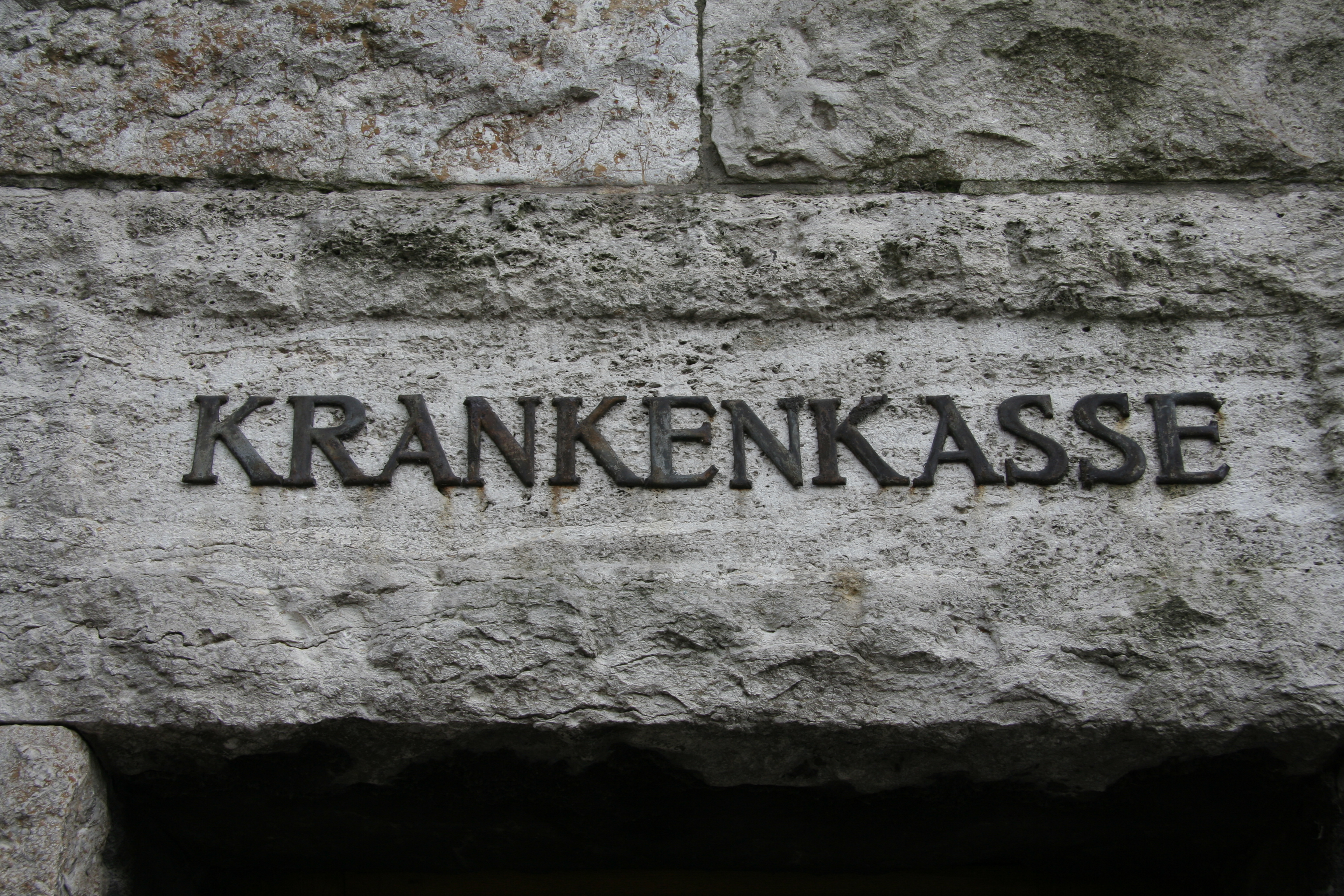
Kasa chorych (Krankenkasse) w Niemczech

System ubezpieczeń zdrowotnych oparty na publicznych i prywatnych instytucjach ubezpieczeniowych działających pod nazwą kas chorych (niem. Krankenkasse) funkcjonuje współcześnie w Niemczech. Po latach publicznego finansowania lecznictwa w Niemczech ponownie wprowadzono kapitał prywatny do systemu. Decyzja ta była wynikiem negatywnych zmian w strukturze społeczeństwa niemieckiego w latach 80. i 90. XX wieku. Starzejące się społeczeństwo, zjednoczenie Niemiec i migracje wewnętrzne oraz duża imigracja doprowadziły do zapaści państwowego systemu finansowania opieki zdrowotnej.
Podobne rozwiązania jak w Niemczech zastosowano w wielu krajach Europy. Kasy chorych funkcjonują dziś między innymi w Austrii, Holandii i Szwajcarii.